# 藤原顕忠
藤原 顕忠（ふじわら の あきただ、昌泰元年〈898年〉 - 康保2年〈965年〉）は、平安時代前期から中期にかけての公卿。藤原北家、左大臣・藤原時平の次男。官位は従二位・右大臣、贈正二位。

## 経歴
醍醐朝中盤の延喜13年（913年）従五位下に叙爵し、延喜15年（915年）周防権守に任官する。延喜17年（918年）従五位上、延喜19年（919年）右衛門佐に叙任されるが、その後の昇進は遅滞し、延長6年（928年）10年振りに昇叙されて正五位下となった。
朱雀朝に入ると、延長8年（930年）従四位下・右中弁と文官に転じて、承平3年（933年）左中弁、承平6年（936年）従四位上と昇進する。同年に兄・保忠が没すると藤原時平の嫡男格となり、翌承平7年（937年）参議に任ぜられ公卿に列す。しかし、参議任官時の年齢は40歳と、他の兄弟と比べてもここまでの昇進は遅かった（兄・保忠は23歳、弟・敦忠は34歳）。議政官の傍らで、内蔵頭・刑部卿・左兵衛督を兼帯する。
天慶4年（941年）上﨟の参議5人（藤原元方・源高明・源清平・藤原忠文・伴保平）を超えて従三位・中納言に昇任する。朱雀朝末にかけて左衛門督・検非違使別当などの武官を務める一方で、中宮大夫として皇太后・藤原穏子に仕えた。
兄弟の中で唯一長命を保ち、村上朝に入っても天暦2年（948年）大納言、天暦4年（950年）正三位、天暦9年（955年）右近衛大将、天暦11年（957年）左近衛大将と昇進を続け、天徳4年（960年）従二位・右大臣に至る。
康保2年（965年）4月24日薨御。享年68。最終官位は右大臣従二位。没後、正二位の贈位を受けた。

## 人物
謙虚で控え目な人柄であったといい、饗応に使う家の広さ、外出時における先払いの下人の数、また使用する食器の質など、万事において大臣としては異例なほど質素に振る舞った。顕忠が藤原時平の一族の中でただ一人、菅原道真の祟りを受けることもなく長命を得たのは、こうした慎ましさの賜物であると噂されたという。
『古事談』に夜ごと庭に出て天神を拝した話や、顕忠の家の大饗の際にあまりに家が見苦しいために尊者であった実頼も「風情のない所に来てしまった」と思ったが、引出物が自分の好みの馬であったため結果喜んだ、という話がある。

## 官歴
『公卿補任』による。
- 延喜13年（913年） 正月7日：従五位下（東宮御給）
- 延喜15年（915年） 正月12日：周防権守
- 延喜17年（918年） 11月17日：従五位上（朔旦）
- 延喜19年（919年） 正月28日：右衛門佐
- 延長3年（925年） 正月30日：兼信濃権守
- 延長6年（928年） 正月7日：正五位下
- 延長7年（929年） 4月5日：昇殿
- 延長8年（930年） 11月21日：従四位下（御即位）。12月：昇殿。12月17日：右中弁
- 承平3年（933年） 10月24日：左中弁
- 承平5年（935年） 2月13日：兼内蔵頭
- 承平6年（936年） 正月7日：従四位上
- 承平7年（937年） 9月9日：参議
- 天慶元年（938年） 12月24日：兼刑部卿
- 天慶2年（939年） 2月：兼近江権守、卿如元。8月27日：兼左兵衛督、卿権守如元
- 天慶3年（940年） 日付不詳：止刑部卿
- 天慶4年（941年） 12月18日：中納言、従三位
- 天慶5年（942年） 3月29日：兼左衛門督、検非違使別当。4月25日：昇殿
- 天慶7年（944年） 4月25日：兼中宮大夫（中宮・藤原穏子）、督使別当如元
- 天慶9年（946年） 9月20日：兼大嘗祭御禊装束司長官
- 天暦2年（948年） 正月30日：大納言。5月29日：兼中宮大夫如元
- 天暦3年（949年） 5月29日：服解（母）。8月14日：復任
- 天暦4年（950年） 正月7日：正三位
- 天暦7年（953年） 9月25日：按察使、中宮大夫如元
- 天暦9年（955年） 7月24日：兼右近衛大将、止大夫、按察使如元
- 天暦11年（957年） 4月25日：左近衛大将
- 天徳4年（960年） 正月7日：従二位。8月22日：右大臣。8月25日：左大将如元、辞職上表（初度）、不許
- 康保2年（965年） 4月21日：辞大将、右大臣如元。4月24日：薨御。5月2日：贈正二位

## 系譜
- 父：藤原時平
- 母：源湛の女[2]
- 妻：藤原朝見の女
  - 長男：藤原元輔（917?-975）
- 生母不明の子女
  - 男子：藤原正輔
  - 男子：藤原重輔
  - 男子：藤原中輔
  - 男子：藤原信輔
  - 女子：藤原師輔室
  - 女子：行明親王妃

江戸時代に出羽国矢島藩主となった生駒氏は、藤原元輔の後裔を称した。